# Emilio Canevari (generale)
Emilio Canevari (Viterbo, 19 dicembre 1888 – Santhià, 31 dicembre 1966) è stato un generale e saggista italiano, esponente di spicco del fascismo e in particolare della Repubblica Sociale Italiana fondata da Benito Mussolini nell'autunno 1943, della quale organizzò l'Esercito Nazionale Repubblicano.

## Biografia
Già colonnello nel Regio Esercito, autore di saggi e collaboratore ordinario di Il Regime Fascista con lo pseudonimo di Maurizio Claremoris, fu fra i firmatari del Manifesto della razza che dette vita alle leggi razziali fasciste. Un suo saggio del 1938 sull'impiego dell'aviazione nella guerra civile spagnola avrebbe ispirato, nel 1941, l'elaborazione della strategia dell'aviazione statunitense.
Nel 1941 tradusse, con il capo dell'Ufficio Storico dello Stato Maggiore dell'Esercito Ambrogio Bollati, il testo del 1832 del militare e teorico prussiano Carl von Clausewitz Della Guerra.
Dopo la caduta del fascismo e l'Armistizio di Cassibile dell'8 settembre 1943 aderì alla RSI della quale divenne Segretario Generale dell'Esercito Nazionale Repubblicano al ministro della Difesa nazionale prima di Domenico Chirieleison e Umberto Giglio. Fu poi a capo della missione militare italiana per l'addestramento di quattro divisioni italiane nell'alleata Germania nazista: esordì siglando, il 16 ottobre, con il generale Buhle per parte tedesca, gli accordi fondamentali per la ricostituzione delle forze armate italiane.
Il patto prevedeva che l'esercito repubblicano fosse arruolato per coscrizione (e quindi non su base volontaria, come chiedeva Ricci) in Italia e addestrato per sei mesi in Germania da istruttori tedeschi, il tutto a spese delle RSI. Ma l'accordo raggiunto coi tedeschi non venne giudicato positivamente dal Duce e Graziani (Dolfin, segretario personale di Mussolini, sospetta che il dittatore inizialmente non lo avesse nemmeno letto e pare che anche Graziani l'avesse firmato senza prima visionarlo) per cui Canevari, capro espiatorio dell'imbarazzo creatosi, venne allontanato dall'esercito il 4 dicembre 1943 con il pretesto di alcune sue dichiarazioni poco ortodosse verso il fascismo.
Nei mesi successivi operò come ufficiale di collegamento tra Wolff, Graziani e la Milizia Armata responsabile per le questioni concernenti l’arruolamento nelle formazioni di SS italiane; fu anche direttore del settimanale Avanguardia delle SS italiane tra fine marzo e inizio aprile 1944. Il 22 aprile 1944 fu arrestato per attività antinazionali ed antitedesche dalle SS a seguito della denuncia del giornalista Felice Bellotti, capo dell'Ufficio propaganda delle SS ed agente di Wolff: condannato alla deportazione nel penitenziario "Sanatorium" di Monaco, a seguito dell'intervento del generale Harster gli fu permesso di scontare la detenzione in Italia.
Dopo sei mesi di prigionia a Verona, venne confinato come civile nel paesetto di Torri del Benaco, dove rimase anche dopo la conclusione del conflitto. In un suo memoriale affermò di essere stato arrestato «a scopo di rapina» da soldati statunitensi il 22 aprile 1947 proprio a Torri del Benaco, per poi essere rilasciato a seguito del pagamento di un riscatto.

## Saggistica essenziale
- La conquista inglese dell'Africa, Istituto Grafico Tiberino, Roma, 1935[20]
- Il generale Tommaso Salsa e le Sue campagne coloniali - Lettere e documenti, Milano e Verona, Mondadori, 1935
- Lo Stato maggiore germanico - da Federico il Grande a Hitler, Mondadori, Milano, 1942
- Graziani mi ha detto, Magi-Spinetti Editori, Roma 1947
- Italia 1861-1943 - da Cavour a Mussolini - i retroscena della disfatta, Rivista romana, Roma, 1965
- Retroscena della disfatta - Italia 1861-1943, Rivista romana, Roma, 1965